# エイムン・ベンアブデラフム

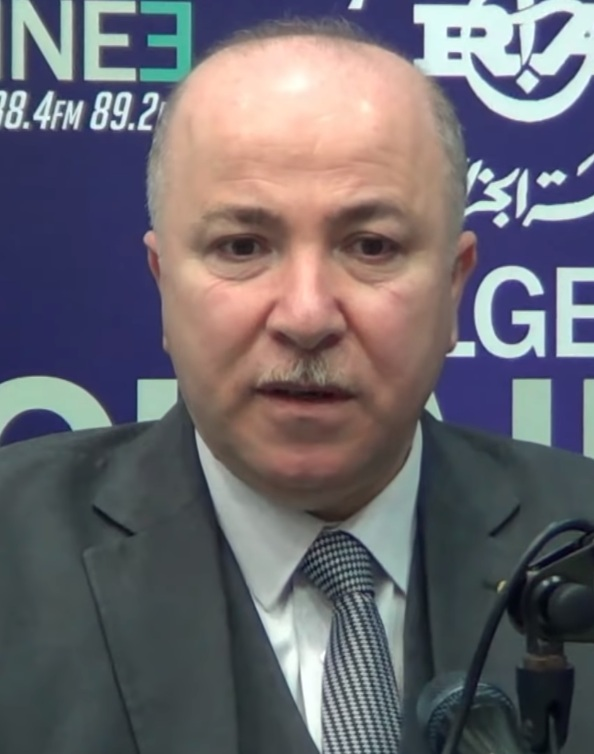
2021年

エイムン・ベンアブデラフム (英語: Aymen Benabderrahmane, アラビア語: أيمن بن عبد الرحمان、1966年8月30日 - ) は、アルジェリアの政治家で、2021年6月30日から2023年11月11日までアルジェリアの首相を、2020年6月から2022年2月まで財務大臣（英語）を務めていた。